# Disco Inferno (wrestler)
Glenn Gilbertti, meglio conosciuto come Disco Inferno (New York, 12 novembre 1967), è un wrestler statunitense.

## Carriera

### Inizi (1991–1995)
Gilbertti cominciò la propria carriera nel wrestling nel 1991, e lottò nel suo primo match il 20 novembre dello stesso anno. Lavorò nel circuito indipendente in Georgia, soprattutto nella Great Championship Wrestling (GCW) dove vinse numerosi titoli. Nel 1993 ebbe anche un breve stint nella United States Wrestling Association (USWA).

### World Championship Wrestling (1995–2001)

#### Mid-card (1995–1996)
Nella World Championship Wrestling (WCW) adottò il ring name Disco Inferno, ispirato all'omonimo brano musicale disco dei The Trammps, interpretando un personaggio simile al "Tony Manero" di John Travolta ne La febbre del sabato sera. Gilbertti accreditò Raven per avere ideato il personaggio di "Disco Inferno". Egli annoiava ed infastidiva il pubblico con i suoi passi di danza da discoteca, ballando anche durante le sue entrate e durante gli incontri, e gli spettatori cominciarono in coro a gridargli "Disco sucks!" ("la musica disco fa schifo!"). La sua musica d'ingresso sul ring era la canzone Disco Fever (scritta e cantata da Jimmy Hart).
A partire dal 1995 in WCW lottò in show quali Saturday Night, Main Event e WorldWide, che principalmente includevano wrestler di medio o basso profilo. In questo periodo Inferno lottò anche con Joey Maggs e un giovane Eddie Guerrero. Il 23 gennaio 1996 a Clash of the Champions XXXII fu sconfitto da Kevin Sullivan. Il suo debutto in pay-per-view avvenne a Slamboree 1996: Lord of the Ring in un tag team match dove insieme ad Alex Wright, affrontò Dick Slater & Earl Robert Eaton.

#### Push da face (1996–1997)
A metà del 1996 cominciò a ricevere un push nella divisione cruiserweight. Iniziò un feud con il Cruiserweight Champion Dean Malenko e lo sfidò per il titolo (senza successo) all'evento Bash at the Beach. All'inizio del 1997 si infortunò e restò fermo fino al settembre successivo. Il suo infortunio fu citato come motivazione quando Disco si rifiutò di perdere contro Jacqueline perché era una donna.
Quindi ebbe una rivalità con il wrestler tedesco Alex Wright, il quale aveva iniziato a danzare prima dei suoi match per prenderlo in giro. Il 22 settembre a Monday Nitro Disco Inferno sconfisse Wright e conquistò il WCW World Television Championship. Al ppv Halloween Havoc perse contro Jacqueline. Poi fu la volta di un feud con Perry Saturn, dopo che questi gli aveva strappato il titolo Television il 3 novembre a Nitro. A World War 3 fu nuovamente sconfitto da Saturn, prima di riconquistare il titolo da lui sconfiggendolo nel rematch dell'8 dicembre. Quattro settimane dopo, cedette la cintura a Booker T.

#### Periodo da heel (1998–2001)

##### The Dancing Fools
Dopo due regni come Television Champion, tornò nuovamente relegato nel mid-card della divisione cruiserweight. Sconfisse La Parka all'evento SuperBrawl VIII. Aggiustati i rapporti con l'ex rivale Alex Wright, sebbene diventando un "cattivo" nel processo, i due formarono un tag team di ballerini denominato Dancing Fools. La coppia veniva usata prettamente in segmenti comici e spesso danzavano prima dell'ingresso sul ring. Furono inoltre raggiunti dal collega ballerino Tokyo Magnum. Al ppv Bash at the Beach, Inferno perse un match con Konnan. Inferno & Wright ebbero rivalità con tag team quali The Public Enemy (Johnny Grunge & Rocco Rock), e The British Bulldog & Jim Neidhart.

##### nWo Wolfpac
Non riscuotendo nessun successo, Inferno e Wright si divisero per focalizzarsi sulle proprie carriere soliste. Inferno cominciò un feud con Juventud Guerrera e lo sconfisse a Halloween Havoc, diventando così lo sfidante numero uno al titolo Cruiserweight Championship. Quella sera stessa sfidò il campione Billy Kidman ma fu sconfitto. Al ppv World War 3, partecipò alla Three ring, 60-man battle royal che fu vinta da Kevin Nash. Successivamente a Starrcade, insieme a Bam Bam Bigelow e Scott Hall aiutò Nash a porre fine alla striscia vincente di Goldberg, rimasto imbattuto per 173 match consecutivi. Quindi Inferno divenne alleato, anche se non fu mai un membro ufficiale, della fazione nWo Wolfpac. In questo periodo, ebbe delle rivalità con Booker T, Konnan, Buff Bagwell ed Ernest Miller.
A posteriori, Gilbertti disse che la storyline del nWo e l'aver potuto lavorare con Scott Hall furono l'apice della sua carriera.

##### Rinforzo dei Mamalukes
Il 4 ottobre 1999 Inferno vinse il Cruiserweight Championship sconfiggendo Psychosis a Nitro. Ebbe una rivalità con Lash LeRoux e difese con successo la cintura contro di lui al ppv Halloween Havoc. Fu poi raggiunto da un nuovo alleato, Tony Marinara. Inferno perse il titolo Cruiserweight per mano di Evan Karagias a Mayhem, dopo che Inferno aveva accidentalmente colpito Marinara. Marinara si unì ai The Mamalukes, mentre Disco fu raggiunto da LeRoux. All'evento Starrcade, lui e LeRoux persero contro i Mamalukes. Infine, Disco si alleò con i Mamalukes e divenne il loro rinforzo.

##### The Filthy Animals
Nella primavera 2000, Eric Bischoff e Vince Russo volendo "rivoluzionare" la WCW, formarono la fazione New Blood. Dopo essersi unito ai The Mamalukes, Disco entrò a far parte dei Filthy Animals, rinominandosi prima "Hip Hop" Inferno e successivamente Disqo (un rimando al cantante R&B Sisqó, il cui singolo Thong Song era molto popolare all'epoca). I Filthy Animals ebbero una rivalità con i Misfits in Action e Disqo sfidò senza successo Lieutenant Loco per il Cruiserweight Championship all'evento The Great American Bash. A New Blood Rising, Disqo arbitrò un fatal four-way elimination match per il World Tag Team Championship, vinto dai KroniK. All'evento Fall Brawl 2000, i Filthy Animals lottarono contro i Natural Born Thrillers un match terminato in no contest. Durante il match, Disco tradì Konnan colpendolo con una Chart Buster e cominciò una faida sia con gli Animals sia con i Thrillers.

#### The Boogie Knights
Disco si riunì con l'ex rivale e partner di tag team Alex Wright in una nuova coppia face denominata The Boogie Knights. Al ppv Halloween Havoc i due lottarono in un triangle match per il World Tag Team Championship ma furono sconfitti. La coppia avrebbe dovuto conquistare i titoli World Tag Team Championship il 16 novembre a Millennium Final, ma Disco si infortunò poco tempo prima. General Rection lo sostituì e vinse le cinture per Disqo e Wright. Persero tuttavia i titoli poco tempo dopo. In seguito la coppia si divise e Disco formò una breve alleanza con Mike Sanders. L'ultima apparizione di Disco in WCW ebbe luogo il 19 marzo 2001 a Nitro dove perse un match con Jason Jett. La WCW fu rilevata dalla World Wrestling Federation (WWF) quella stessa settimana.

### Circuito indipendente (2005–presente)

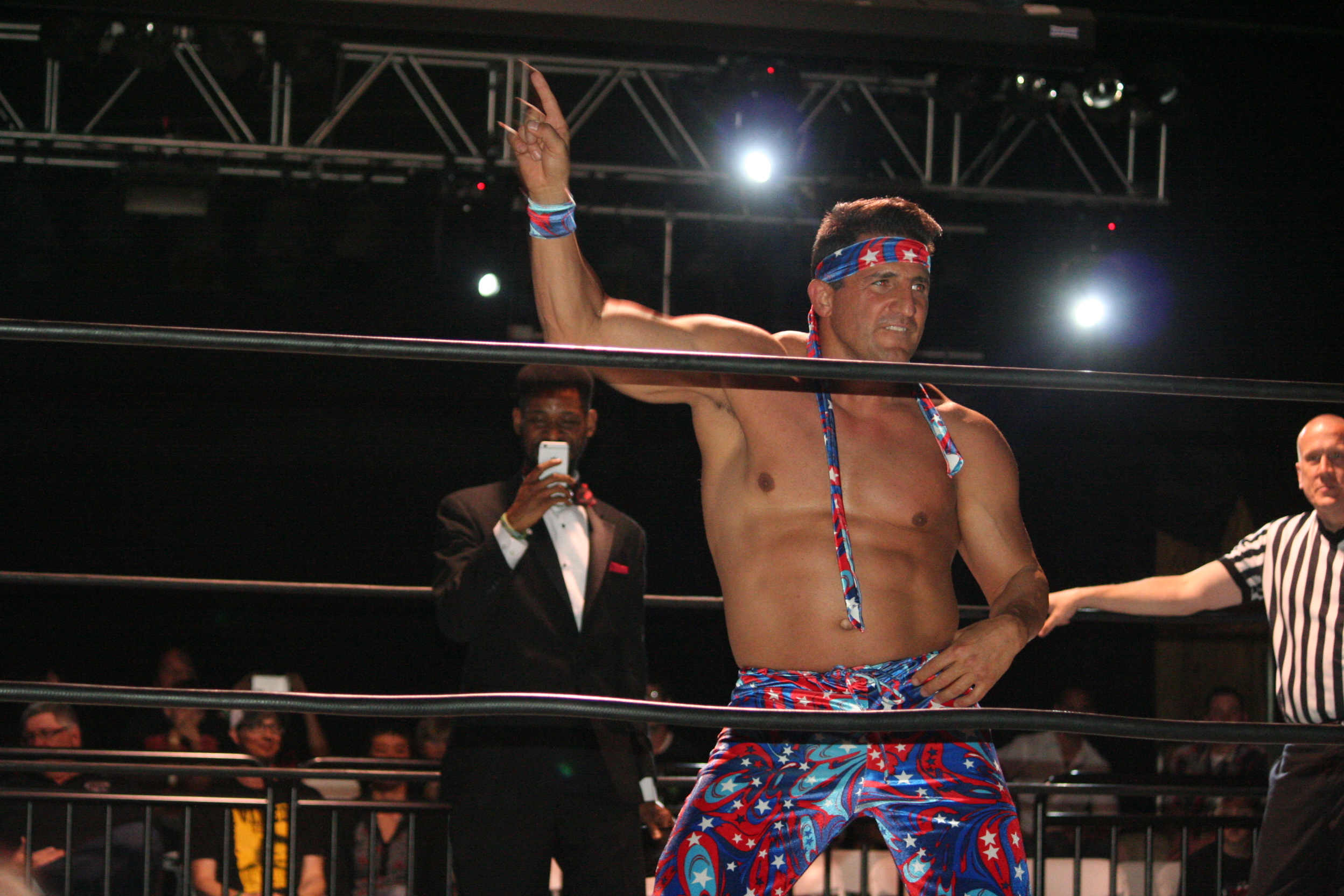
Disco Inferno nel 2016

## Personaggio

### Mosse finali
- Chart Buster (Stunner)
- Last Dance (Standing figure-four leglock)
- Chickenwing shoulder jawbreaker (Usata per un breve periodo di tempo nel 1998)

### Manager
- Tony Marinara
- Tygress

### Soprannomi
- "The Boogie Man"
- "Hip-Hop Inferno"

## Titoli e riconoscimenti
- Great Championship Wrestling
  - GCW Heavyweight Championship (1)[37]
  - GCW Tag Team Championship (1) – con Johnny Swinger[38]
  - GCW Television Championship (3)[39]
  - GCW United States Junior Heavyweight Championship (1)[40]
- Impact Pro Wrestling (New Zealand)
  - Armageddon Cup (2008)
- Mid-Eastern Wrestling Federation
  - MEWF Heavyweight Championship (1)
- North Georgia Wrestling Association
  - NGWA Tag Championship (1) – con Ashley Clark
- Okanagan All Pro Wrestling
  - OAPW Championship (1)
- Palmetto Pride Championship Wrestling
  - PPCW Heavyweight Championship (1)
- Pro Wrestling Illustrated
  - 85º tra i migliori 500 wrestler singoli nei PWI 500 del 1999[41]
  - 374º tra i migliori 500 wrestler singoli nei "PWI Years" del 2003
- Swiss Wrestling Federation
  - SWF Heavyweight Championship (1)[42]
- Thrash Wrestling
  - Thrash Wrestling Championship (2)
- World Championship Wrestling
  - WCW Cruiserweight Championship (1)[43]
  - WCW World Tag Team Championship (1) – con Alex Wright
  - WCW World Television Championship (2)
- Wrestling Observer Newsletter
  - Best Gimmick (1995)